# サトゥ・マーレ県
| 県章 サトゥ・マーレ県の位置 |                     |
| 地域                        | 北西地域            |
| 歴史的な地域                | トランシルヴァニア  |
| 県都                        | サトゥ・マーレ      |
| 面積                        | 4,418km²            |
| 人口                        | 330,668人（2021年） |
| 人口密度                    | 75人/km²            |
| ISO 3166-2                  | RO-SM               |

サトゥ・マーレ県 （サトゥ・マーレけん、ルーマニア語:Judeţul Satu Mare,ハンガリー語:Szatmár megye）は、ルーマニア・トランシルヴァニア地方の県。県都はサトゥ・マーレ。東部はマラムレシュ県、西部はハンガリーのサボルチ・サトマール・ベレグ県、北部はウクライナのザカルパッチャ州、南部はビホル県とサラージュ県とに接している。少数民族であるハンガリー系が人口の28.3%を占める。

## 人口統計
人口は330,668人（2021年国勢調査）。主要民族構成は下記の通りである。
- ルーマニア人 - 182,750人
- ハンガリー人 - 93.491人
- ロマ人 - 16,340人
- ドイツ人 - 3,722人
- ウクライナ人 - 1,361人

ハンガリー国境が近いことから、ハンガリー系が県内の広範囲に暮らしている。
| 年   | 県人口  | ルーマニア人 | ハンガリー系 | ドイツ系 |
| ---- | ------- | ------------ | ------------ | -------- |
| 1880 | 194,326 | 76,668       | 95,681       | 13,449   |
| 1890 | 216,158 | 85,663       | 114,836      | 14,030   |
| 1900 | 245,855 | 93,591       | 138,086      | 12,165   |
| 1910 | 267,310 | 92,264       | 166,369      | 6,709    |
| 1920 | 262,937 | 124,476      | 81,242       | 34,982   |
| 1948 | 312,672 |              |              |          |
| 1956 | 337,531 | 180,930      | 145,880      | 3,588    |
| 1966 | 359,393 |              |              |          |
| 1977 | 393,840 |              |              |          |
| 1992 | 400,789 |              |              |          |
| 2002 | 367,281 |              |              |          |

## 地理
面積は4,418平方キロメートルである。東カルパチア山脈を構成するオアシュ山脈（Oaş）が北側に連なる。この山地面積は総面積の17％になる。均衡は面積の20％を占める丘陵と平野から成り立つ。県西部はパンノニア平原の東部となる。県内には、ソメシュ川（Someş、ハンガリー語ではサモス川 Szamos）、トゥル川（Tur）、クラスナ川が流れる。サトゥ・マーレ県は、かつてのマラムレシュ（Maramureş）地方と、クリシャナ地方（Crişana）の一部とにまたがっている。

## 経済
サトゥ・マーレ県は、ハンガリー、ウクライナの国境に接することから産業・農業への外国投資が集まっている。県内の主要産業は以下の通りである。
- 織物産業
- 機械部品、自動車部品
- 食品加工業
- 林業および家具製造

## 観光
- オアシュ地方（en:Oaş Country）　-　県北東部にある、ルーマニア民俗伝統が強く残る地域
- オアシュ山脈
- サトゥ・マーレとチェレイ（en:Cerei）
- アルドゥド（en:Ardud）とメディエシュ・アウリト（en:Medieşu Aurit）の要塞群

## 行政区画
県は2つの都市、3つの町、56の基礎自治体からなる。

### 主な都市
- サトゥ・マーレ
- チェレイ
- カレイ
- ペテア

## ギャラリー

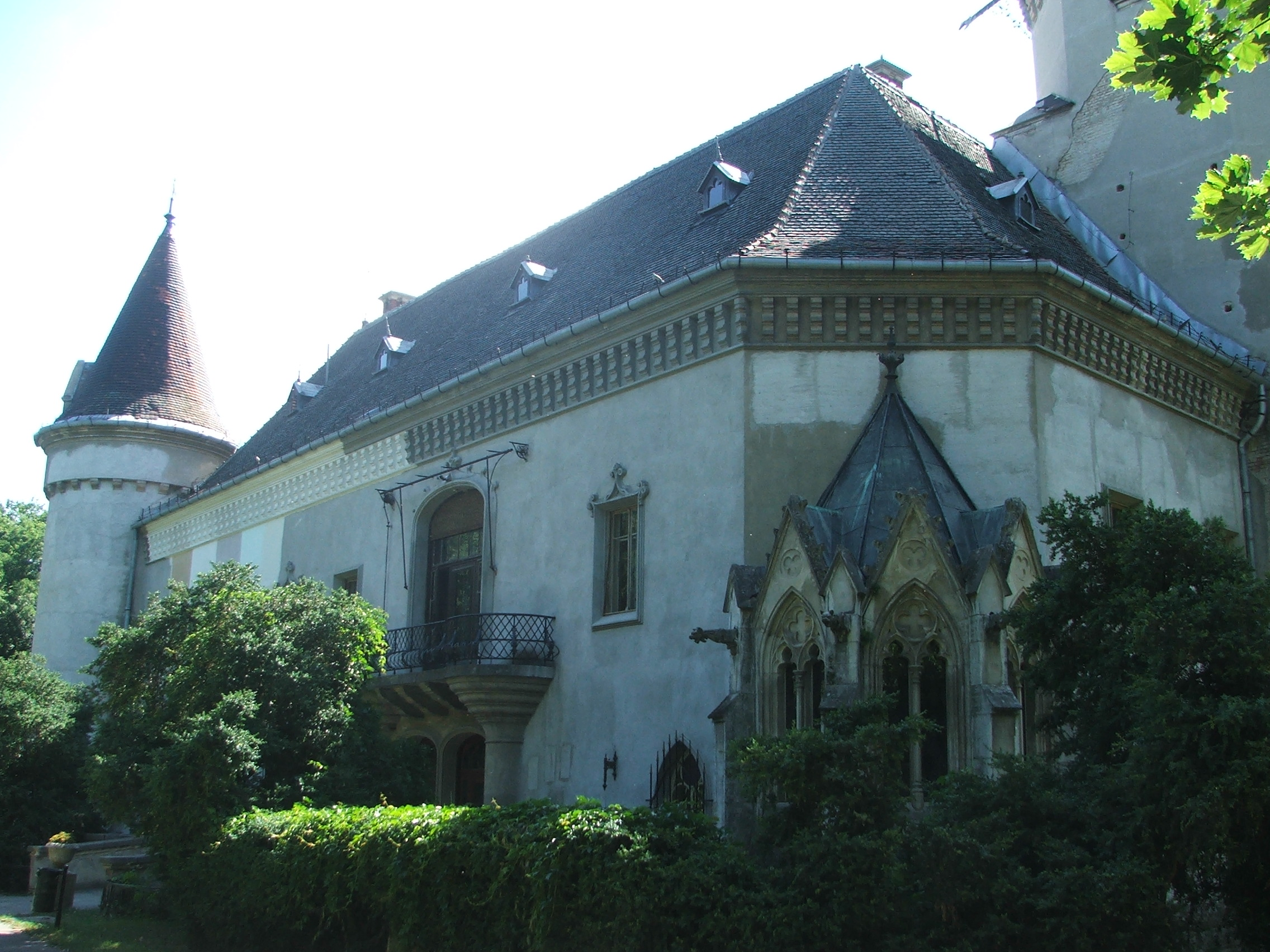
ゴシック様式のチェレイ城
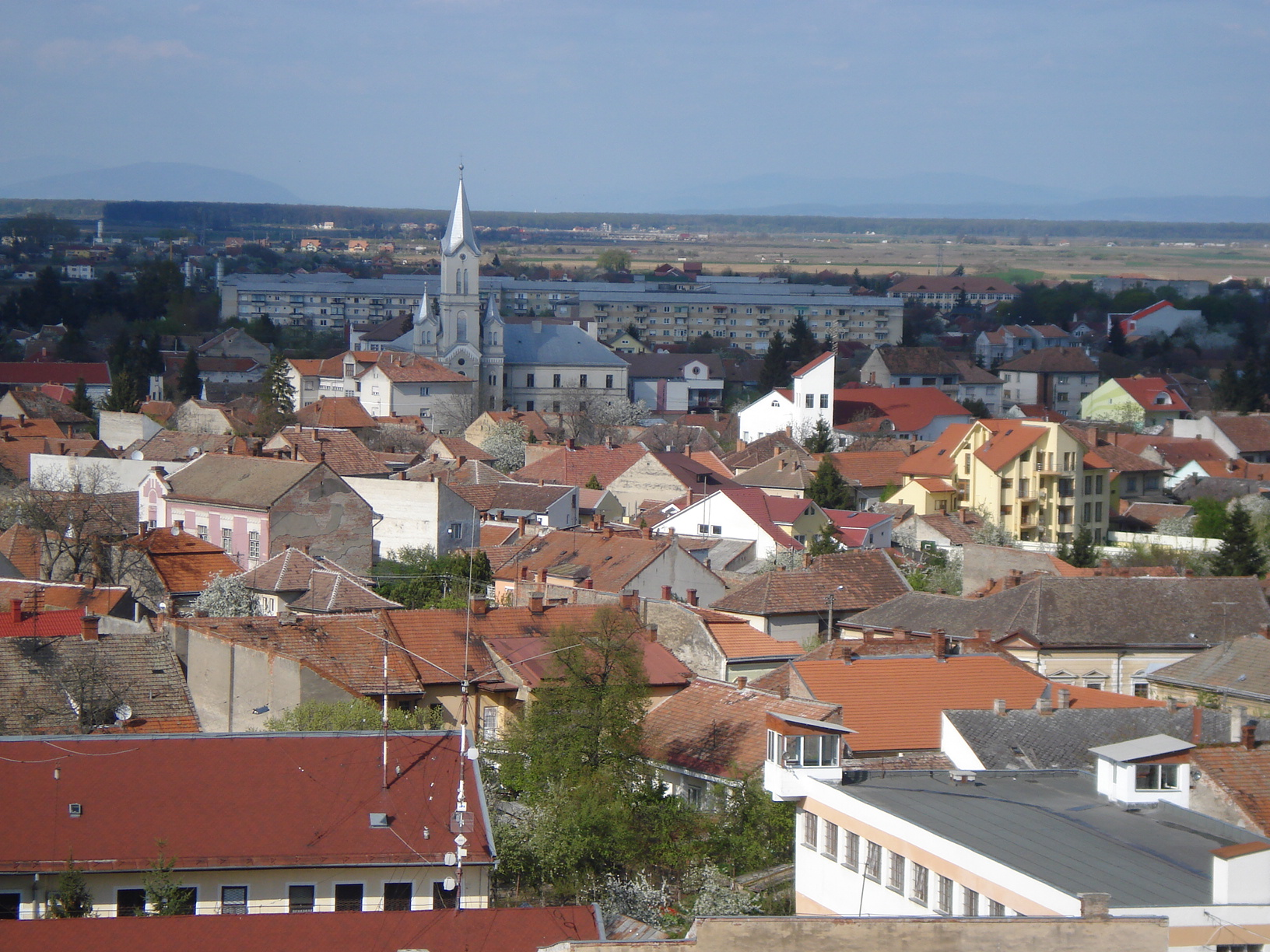
サトゥ・マーレ市街
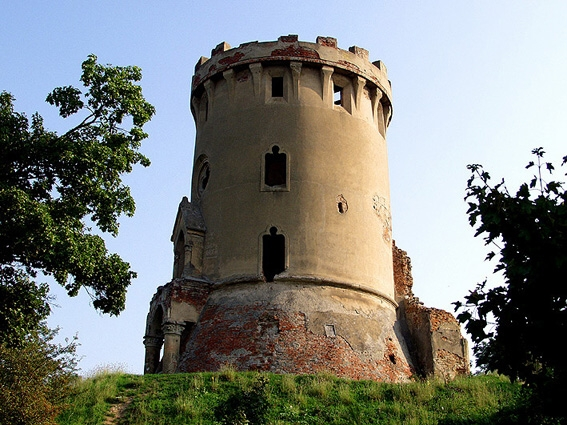
アルドゥドの旧砦
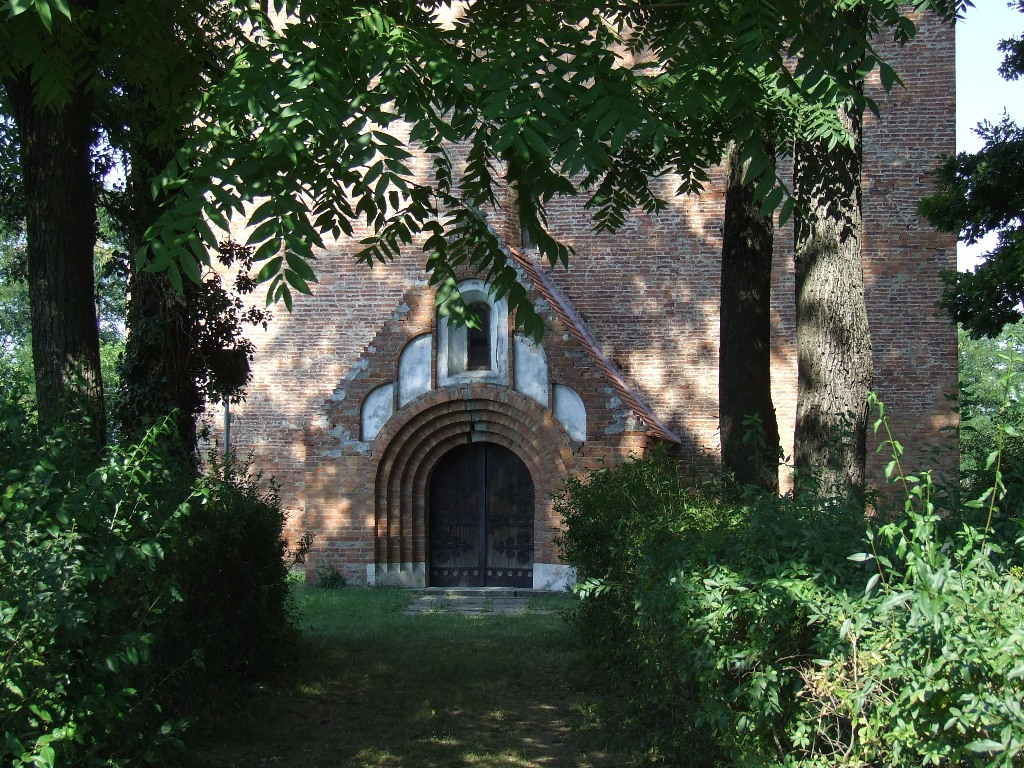
アクシュの改革派教会

## 参照
1. 1 2  “Tabel-2.02.1-si-Tabel-2.02.2.xlsx”. ルーマニア国家統計局. 2024年8月23日閲覧。
2. ↑  Erdély etnikai és felekezeti statisztikája
3. ↑  National Institute of Statistics, "Populaţia la recensămintele din anii 1948, 1956, 1966, 1977, 1992 şi 2002"